# Browary Grudziądz
Browar Grudziądz – browar w Grudziądzu działający w latach 1850–2009. 

## Historia
Browar został założony w 1850 r. na terenie folwarku Fijewo pod nazwą Browar Urzędowy (Amtsbrauerei). W 1851 r. przeszedł on na własność rodziny Chales de Beaulieu i stał się częścią majątku ziemskiego Kunterstein.
W 1876 roku zakład został rozbudowany i zmodernizowany na potrzeby produkcji przemysłowej. W tym też roku oficjalnie przyjął nazwę Browar Kuntersztyn. W 1896 roku powołano spółkę akcyjną Browar Kuntersztyn Sp. Akc. w Grudziądzu, która istniała do II wojny światowej. Po 1945 roku zakład upaństwowiono. W 1960 roku browar w Grudziądzu wszedł w skład Zakładów Piwowarskich w Bydgoszczy. W 2000 roku stał się własnością austriackiego koncernu Brau Union. W 2001 roku został zamknięty. W 2002 roku browar kupiło przedsiębiorstwo Browary Grudziądz Sp. z o.o., które w 2003 roku wznowiło w nim produkcję piwa.
W 2006 roku Browary Grudziądz Sp. z o.o. zakupiły od wytwórni wód mineralnych z Połczyna-Zdroju markę napojów chłodzących Kapss oraz rozpoczęły rozlewanie wody mineralnej Grenlandia. Podjęły również próbę zakupu likwidowanych przez Grupę Żywiec Browarów Bydgoskich.
Problemy przedsiębiorstwa Browary Grudziądz z Urzędem Celnym spowodowały, że w 2008 roku zakład w Grudziądzu zakończył działalność. Produkcja w browarze została wstrzymana, a do 2009 r. sprzedawane były tylko zmagazynowane zapasy piwa.
Od 2009 r. istnieje projekt przebudowy nieczynnego zakładu na galerię handlową. W zamierzeniach inwestorów jest stworzenie w części centrum handlowego browaru restauracyjnego.

## Nagrody
- 2004 Kunter Mocne – III miejsce w Konsumenckim Konkursie Piw Chmielaki Krasnostawskie 2004
- 2007 Gotyckie Classic Stout – I miejsce w Konsumenckim Konkursie Piw Chmielaki Krasnostawskie 2007

## Produkty

### Piwo
- Gotyckie
- Gotyckie Classic Stout
- Grudziądzkie Dobre Piwo
- Grudziądzkie Dobra Dziewiątka
- Grudziądzkie Dobry Specjal
- Grudziądzkie Dobre Lekkie
- Hubal
- Kujawskie Extra Strong
- Kujawskie Żywe Niepasteryzowane
- Kunter Export
- Kunter Mocny
- Rotmistrz Pils
- Rotmistrz Premium
- Rotmistrz Mocny
- Rotmistrz Super Mocny
- Nasze

### Napoje
- Grenlandia
- Kapss Cola
- Kapss Limonka
- Kapss Oranżada
- Kapss Pomarańczowy